# Alfréd Justitz
Alfréd Justitz (19. července 1879 Nová Cerekev – 9. února 1934 Bratislava) byl český malíř, grafik, ilustrátor, kynolog a představitel zakladatelské generace českého moderního malířství.

## Život a činnost

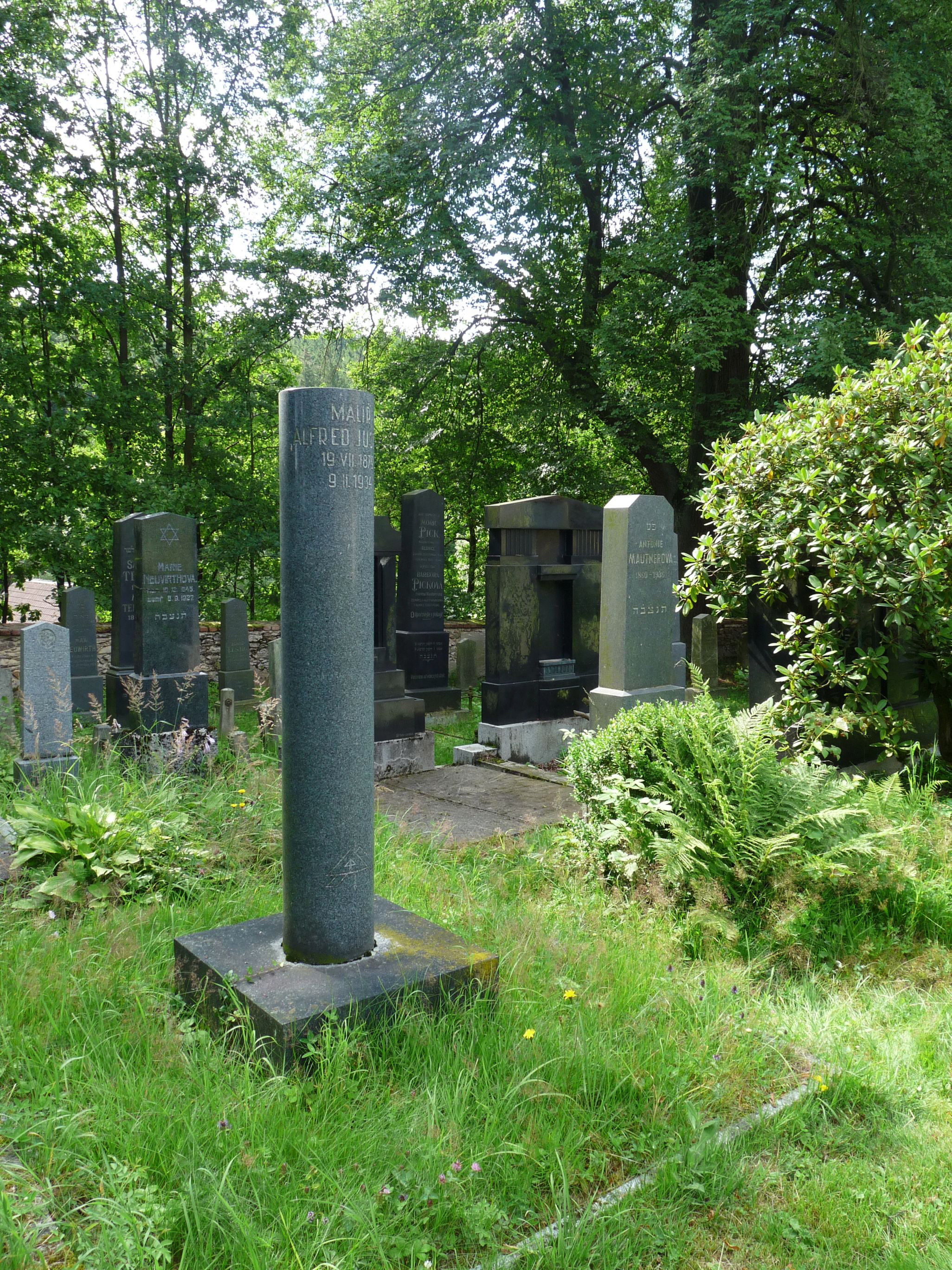
Náhrobek se zednářskou tematikou

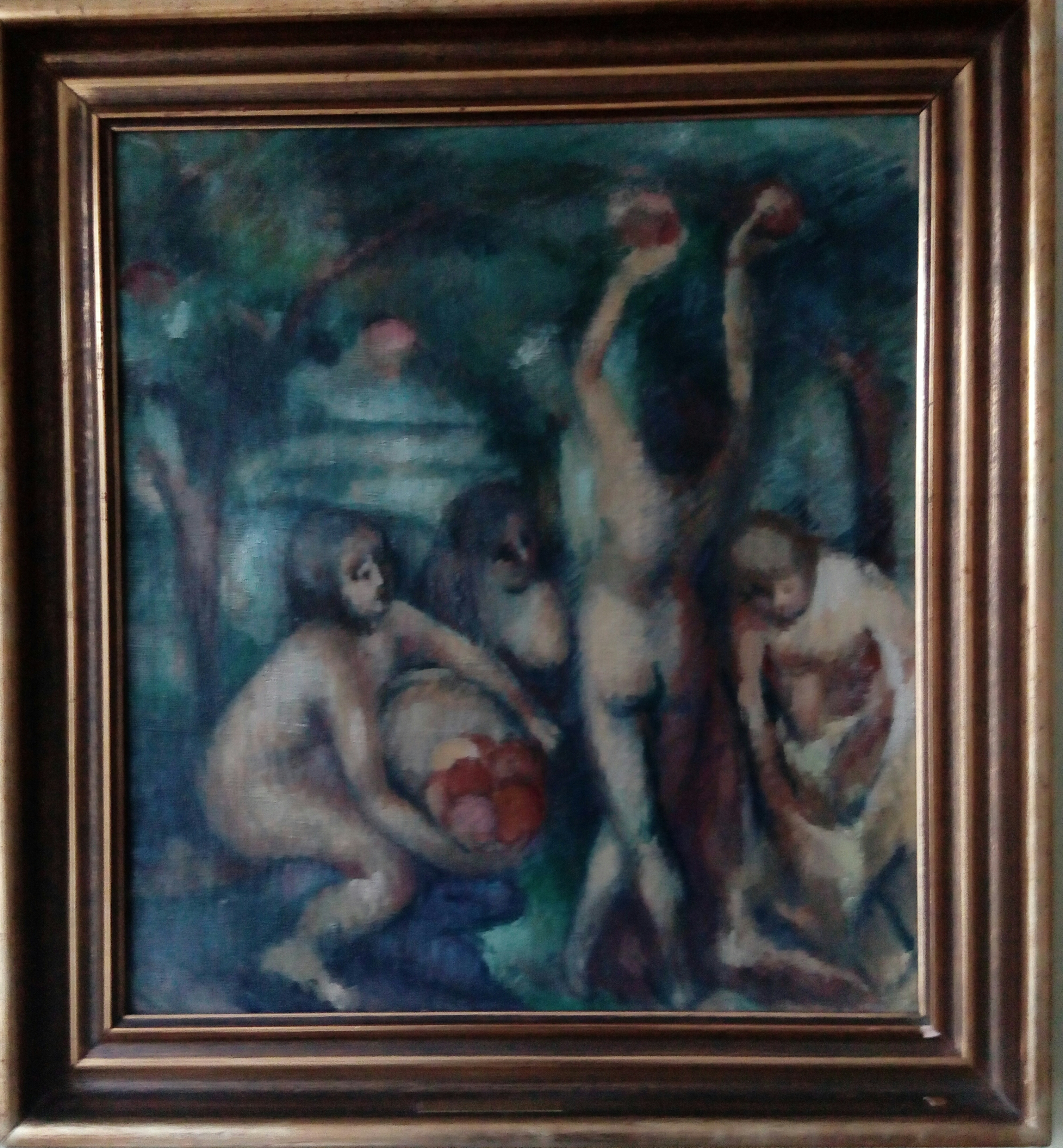
Alfred Justitz - Jákob, Ráchel, Lea a Zilpe s malým Josefem

Alfréd Justitz se narodil v Nové Cerekvi u Pelhřimova v rodině lékaře jako jeden ze tří jeho synů. První kontakt s malířstvím zažil v Jihlavě, kde se setkal s malířem Romanem Havelkou a jeho práce mu učarovala. Cestu za uměním začal studiem architektury na České vysoké škole technické v Praze u profesora Jana Kotěry, pak přešel na pražskou akademii k profesorům Pirnerovi a Thielemu. V malířském umění si zdokonaloval v německém Karlsruhe u profesora Ludwiga Schmid-Reutteho a v Berlíně u Wilhelma Trübnera. Roku 1910 odešel do Paříže, kde jej okouzlila díla Cézanna, Derainova, Daumiérova a dalších velikánů. V roce 1928 vstoupil do SVU Mánes, vystavoval se skupinou Tvrdošíjných. Byl také významným grafikem a ilustrátorem. Jeho ilustrace zdobí například román V. Huga Chrám Matky Boží v Paříži, vydaný roku 1927. Mnoho galerií uchovává i jeho plakátovou tvorbu.
Byl také významným kynologem a nadšeným propagátorem plemene boxerů. V klubu chovatelů boxerů znamenal jeho příchod novou etapu vzestupu chovu. Justitz byl zvolen správcem chovu a pověřen vedením plemenných knih.
Justitz byl rovněž aktivním svobodným zednářem, členem lóže Sibi et Posteris v Praze. Náhrobek na hřbitově v Nové Cerekvi byl věnován právě jeho lóži a nese zednářskou symboliku. Po jeho skonu se lóže snažila zabezpečit materiálně i jeho ženu Annu Justitzovou, která však skonala brzy po něm.

Zemřel v únoru 1934 po téměř ročním onemocnění v Bratislavě. Poslední rozloučení se konalo v Brně. Jeho popel je uložen v urnovém hrobě na židovském hřbitově v rodné Nové Cerekvi, kde je uložen také popel jeho ženy, která nesnesla osamění a rok po manželovi zvolila dobrovolnou smrt.

## Galerie

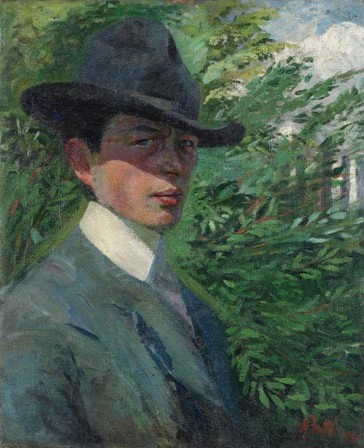
Alfréd Justitz Autoportrét (1904)
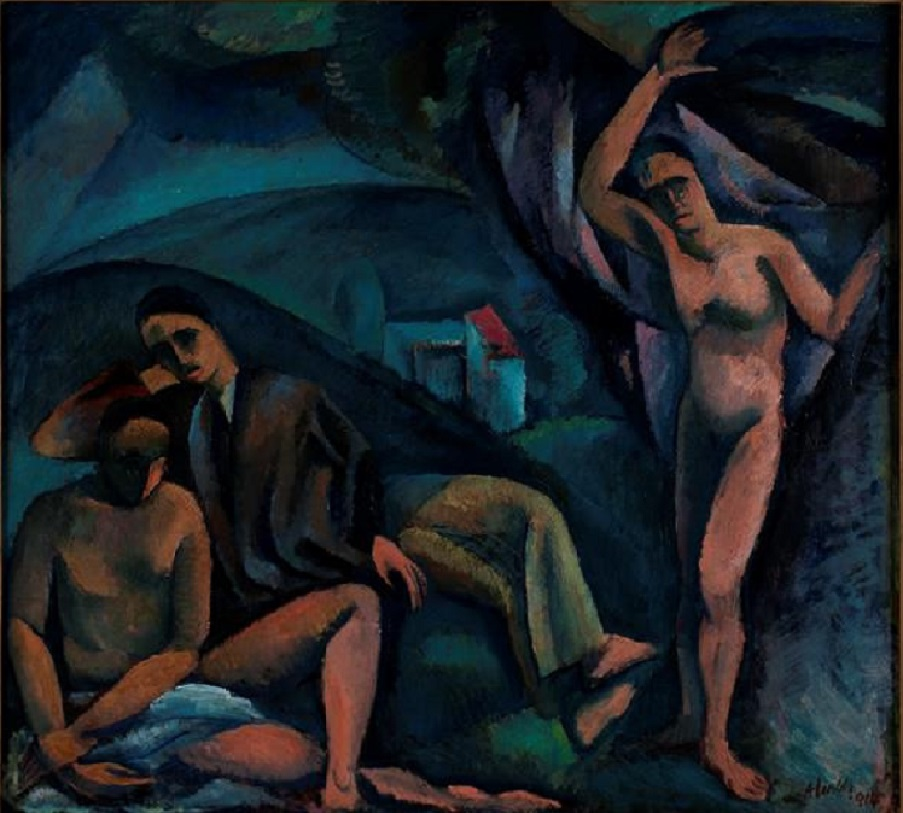
Alfréd Justitz V přírodě (1914)
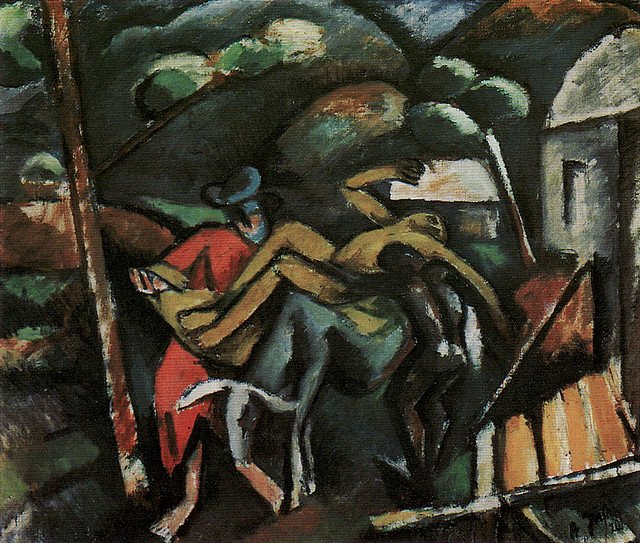
Alfréd Justitz Milosrdný Samaritán (1920)
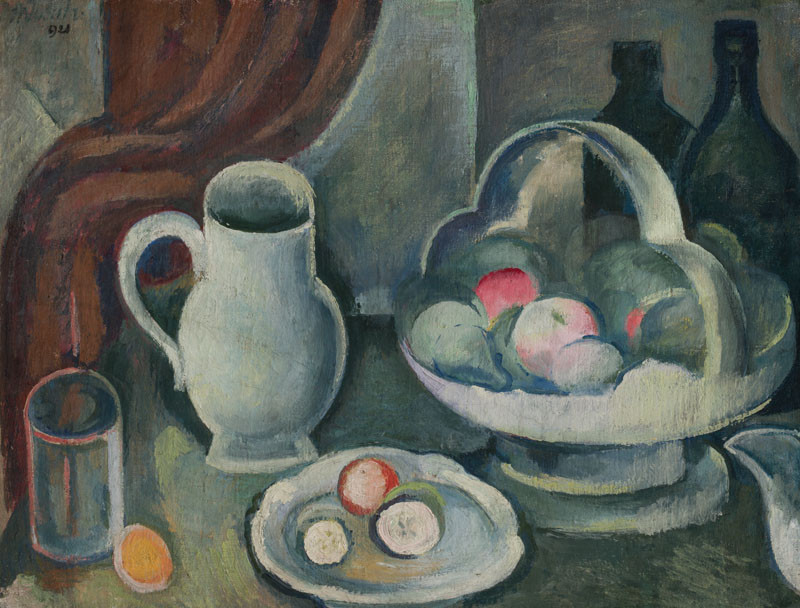
Alfréd Justitz Zátiší s podnosem a džbánem (1921)
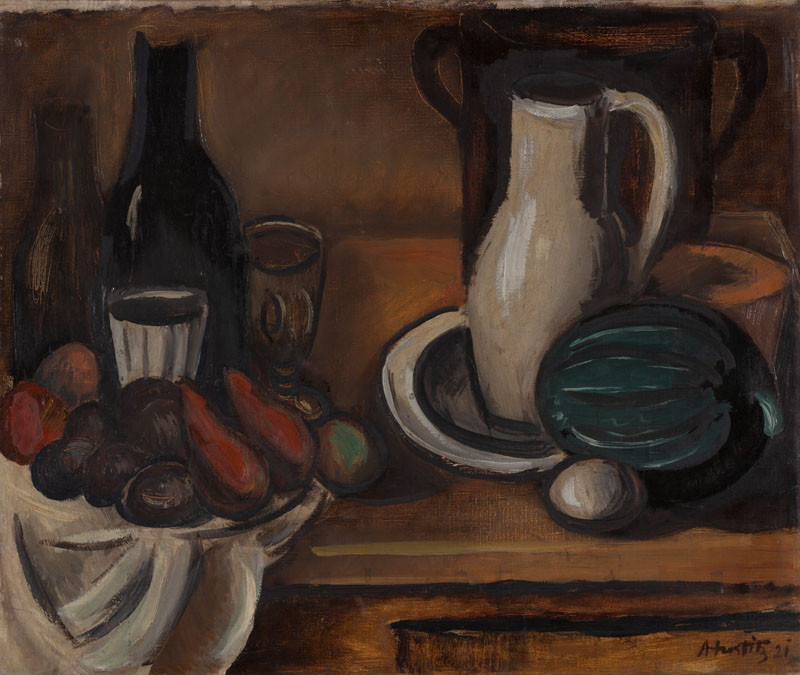
Alfréd Justitz Zátiší s melounem (1921)
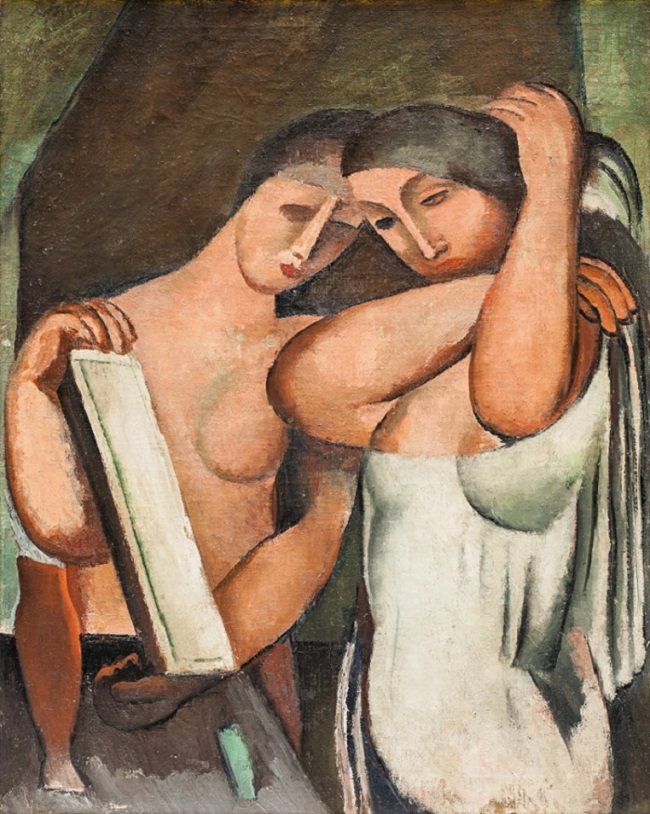
Alfréd Justitz Dvě ženy před zrcadlem (1923)
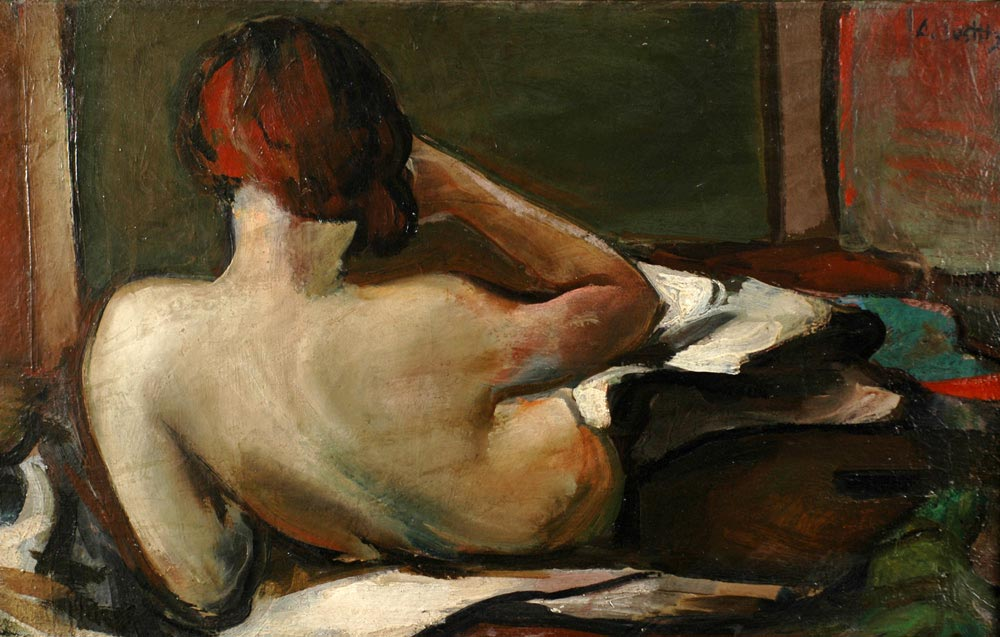
Alfréd Justitz Ležící ženský akt
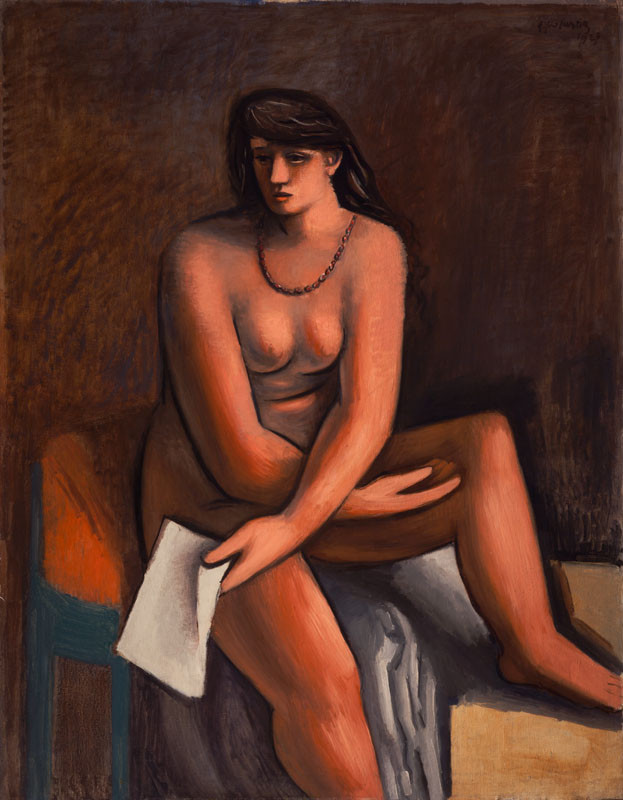
Alfréd Justitz Batseba (1927)
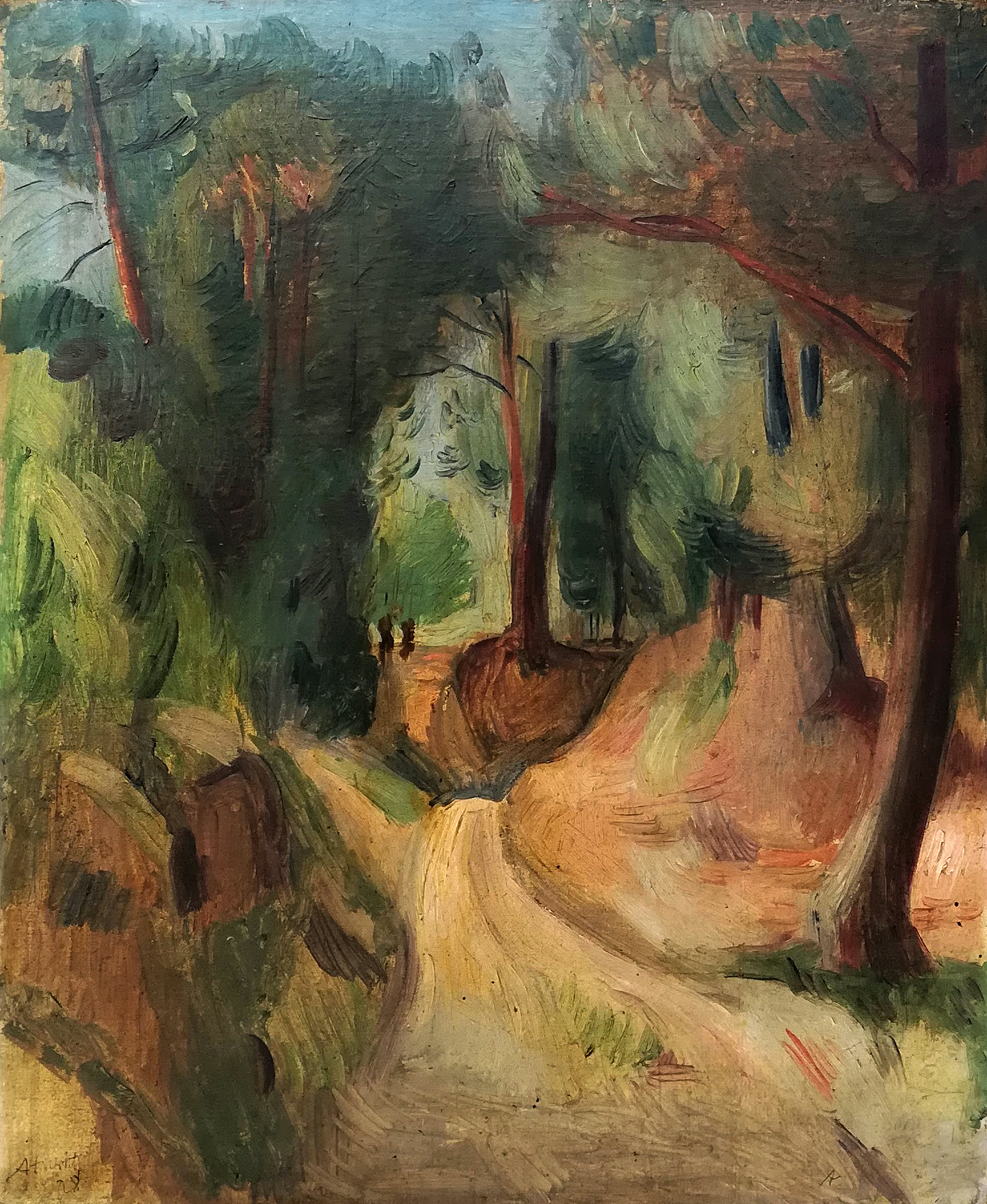
Alfréd Justitz Cesta v lese (1928)
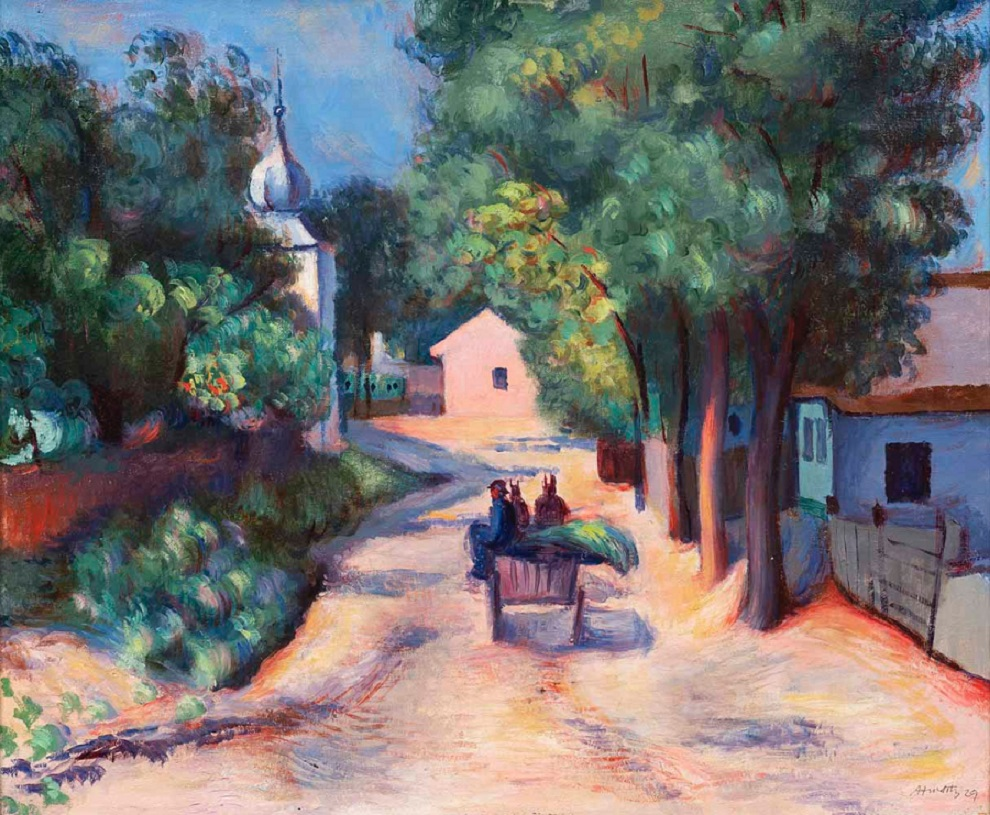
Alfréd Justitz Cesta vesnicí (1929)
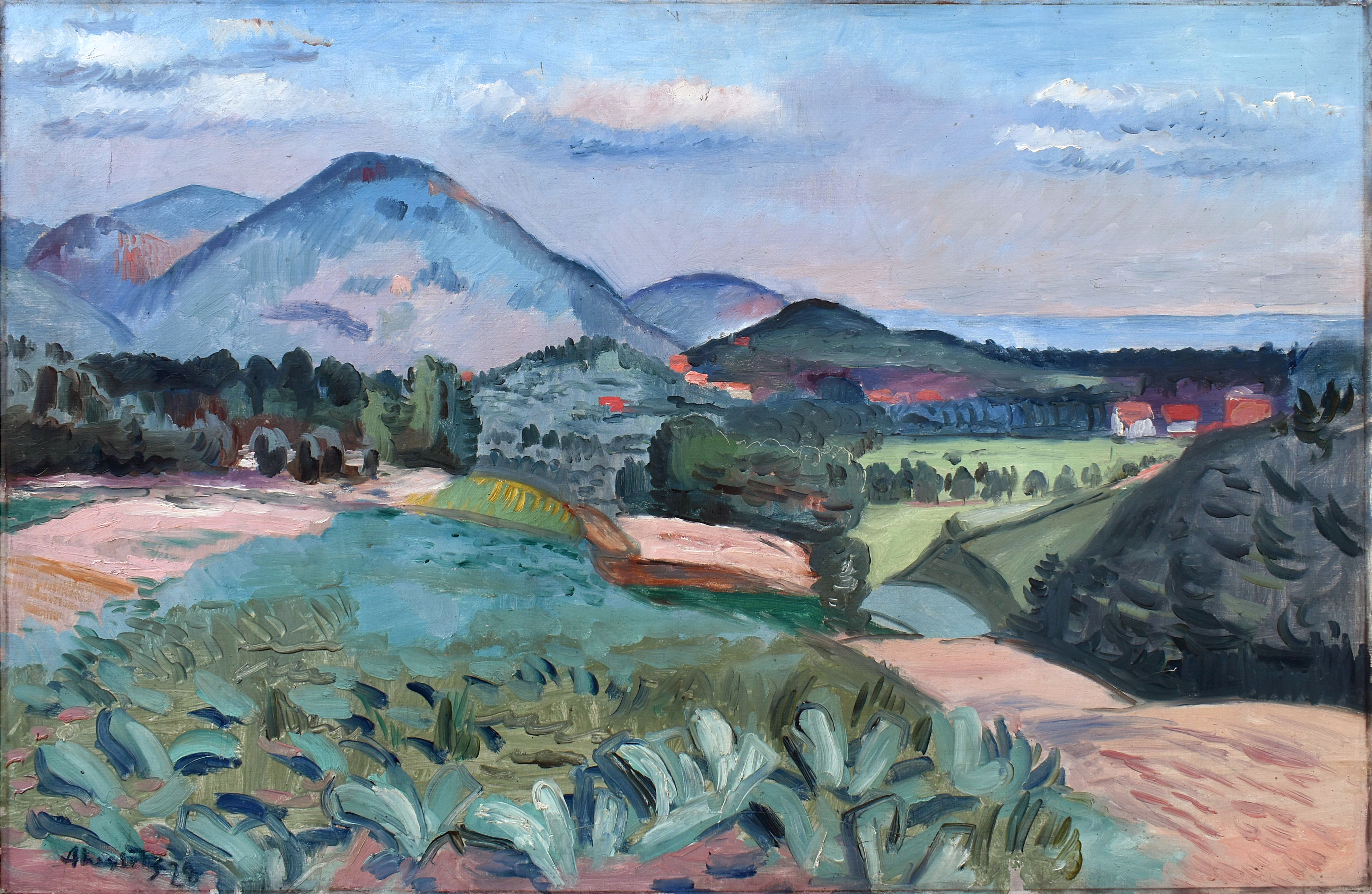
Alfréd Justitz - České středohoří
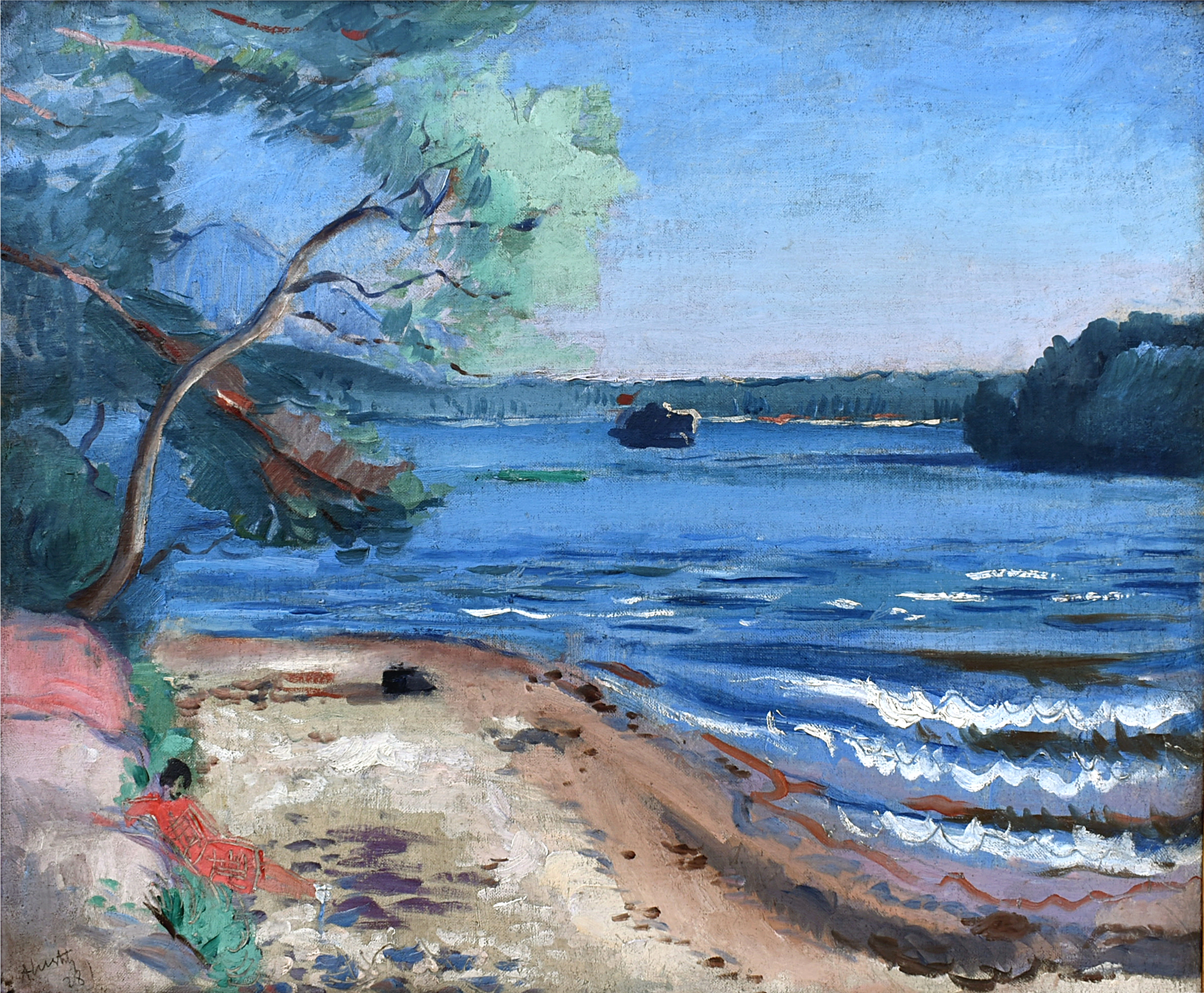
Alfréd Justitz -  Máchovo jezero - Soupis č.104
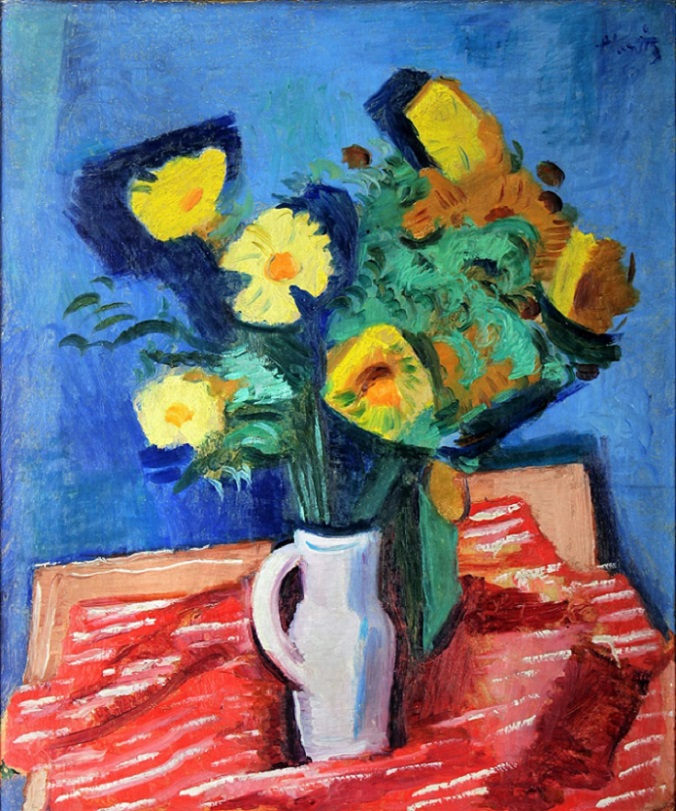
Alfréd Justitz Kytka
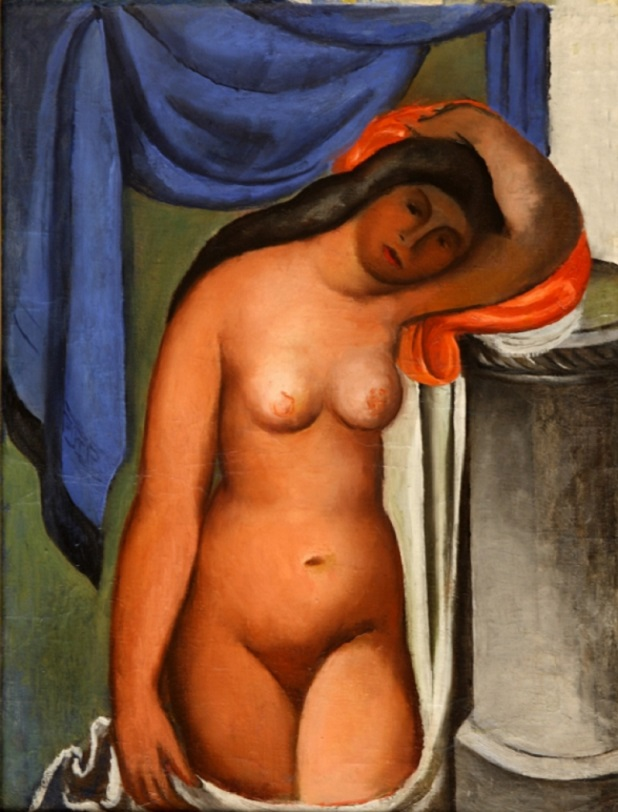
Alfréd Justitz Toaleta
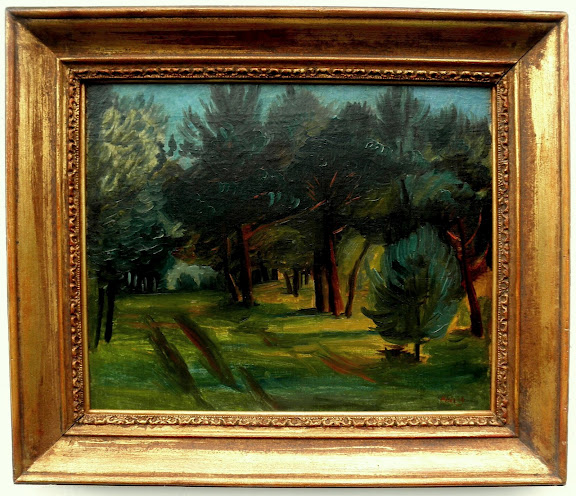
Alfréd Justitz - Alej ve slunci - Soupis č.154
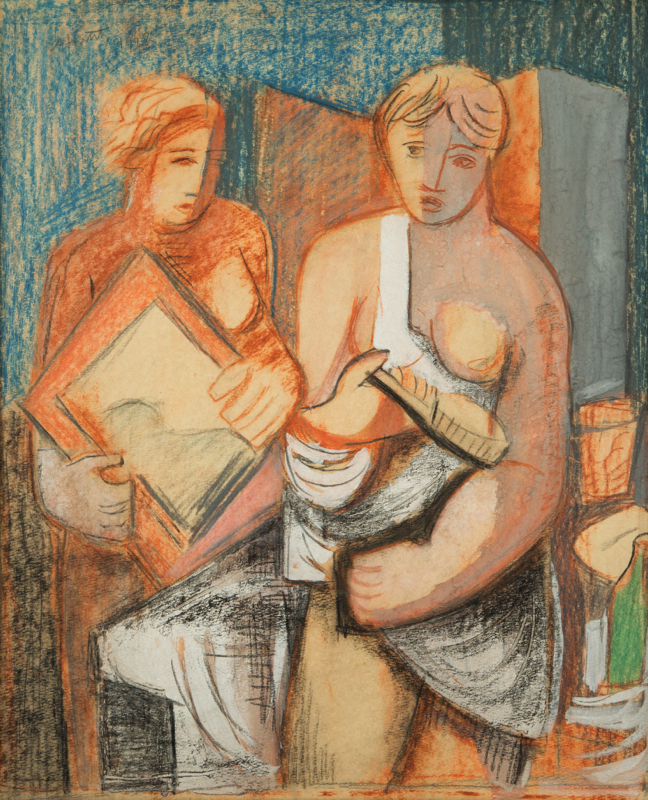
Alfréd Justitz Toaleta (1918)
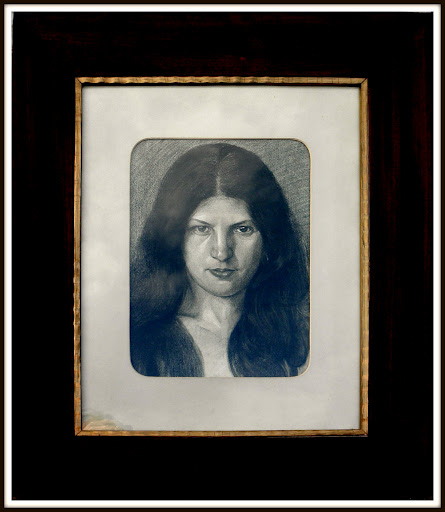
Alfréd Justitz Anna Justitzová